# 大菓葉漁港
大菓葉漁港，或大菓葉碼頭，位於台灣澎湖縣西嶼鄉二崁村（大菓葉），主管單位為澎湖縣政府，屬第二類漁港。大菓葉漁港自清領時期起，1970年澎湖跨海大橋通車之前，長期為西嶼島和馬公之間的交通樞紐。:167

## 簡介
澎湖四面環海，行政區域乃由星羅遍布的島嶼所構成，西嶼居民對外的交流只能仰賴船運，而在清領時期，航運則多倚靠人力划槳（搖櫓）的小船前往媽宮港，單趟航程約二、三個小時，若使用帆船，航行時間可略為縮短。
大菓葉為一地名，而非聚落名稱，早期古蹟建物為搭配渡輪時段之商業目設立，並無自然聚落。自清領時期起，大菓葉便是西嶼島之海上渡頭，其地理位置位於西嶼島中段東側，面朝澎湖內海，鄰近小池角聚落（今池東村、池西村），但行政區域被列入於今二崁村內。
日治時期昭和三年（1928年），澎湖廳在大菓葉築建碼頭，又堆砌150公尺的石堤，提供一艘名為「通行丸」的機動船，供每日兩班從大菓葉往返馬公港，直到1945年二戰結束後，大菓葉漁港仍做為西嶼和馬公之間的公營運輸碼頭。
1953年，國民政府播款予西嶼鄉公所，自行建造交通船並負責營運，西嶼鄉公所遂建造一木造船隻「西基號」（21噸），但1957年間始終因載量有限和鄉公所經費短絀，且船隻保養不易等問題，無法再維持航線的營運，便轉由澎防部的軍差船來定期支援。1959年，大菓葉漁港獲得高雄港務局補助新台幣150萬，得以整修漁港。1969年，澎湖縣政府打造50噸的鐵殼船「光武號」，西嶼和馬公之間的交通獲得改善。
1970年之前，大菓葉漁港有賴對渡港口帶來的人潮，渡頭商旅興旺，可謂一度鼎盛煊赫。不過1970年12月25日，連結西嶼和白沙嶼的跨海大橋正式通車之後，不敵陸運競爭，維繫航運人潮的商家生意下滑，而原本往返大菓葉、馬公港航線的公營「光武號」因虧損狀況日益嚴重，爾後光武號也在1979年9月不慎焚毀，公家單位在無意復航的情況下，放棄修復光武號，大菓葉漁港便不再做為西嶼及馬公之間的渡頭，隨著交通優勢消失，當地商家陸續搬遷，繼而沒落。
大菓葉漁港因腹地狹小，偶有小池角村民漁船停泊外，使用狀態長年呈現低迷，即使臺灣省政府在1980年至2002年推行總計四期的「臺灣地區漁港建設方案」，大菓葉漁港也僅於第三期期間（1997年至2000年），獲得新台幣81萬元的補助整修經費。

## 交通船
曾航行往返西嶼大菓葉、馬公港的交通客輪資料，茲列表如下：
| 時間     | 年份           | 船名   | 材質 | 備註 | 來源        |
| -------- | -------------- | ------ | ---- | --- | ----------- |
| 清領時期 | 不詳           |        | 木製 | 未有公家運輸船紀錄， 船隻動力為風帆或搖櫓。                                                                                 | [ 1 ] [ 4 ] |
| 日治時期 | 1928年－？     | 通行丸 | 木製 | 機動船 | [ 1 ] [ 4 ] |
| 民國時期 | 1953年－1957年 | 西基號 | 木製 | 21噸木造船。 載客量：50至60人、航程：40分鐘（單程）， 船名取自時任西嶼鄉長呂自西及祕書王鳳基， 末代船長：郭清周（內垵人）。 | [ 1 ] [ 4 ] |
| 民國時期 | 1945年後－？   | 共同號 | 不詳 | | [ 1 ] [ 4 ] |
| 民國時期 | 1945年後－？   | 千歲號 | 不詳 | | [ 1 ] [ 4 ] |
| 民國時期 | 1957年－？     | 樂洋號 | 不詳 | 軍方船隻，支援用途。 | [ 1 ] [ 4 ] |
| 民國時期 | 1969年－1979年 | 光武號 | 金屬 | 50噸（鐵殼船）。 1979年9月間被火燒而毀損。                                                                                  | [ 1 ] [ 4 ] |

## 其他
- 根據2005年澎湖縣文化局出版的《澎湖的傳統產業建築》，作者李星輝訪談前大菓葉店家，相傳奇美實業董事長許文龍在1970年代常來澎湖釣魚，並在大菓葉買下一棟古厝，改建成歐風別墅，也帶過不少日本客戶渡假入住，後因許文龍年事漸高，來澎湖次數驟減。2001年後，因奇比颱風侵襲，別墅益加荒廢破舊，閒置至今。[1][13]
- 澎湖知名玄武岩觀光景點「大菓葉柱狀玄武岩」，便緊鄰大菓葉港畔海堤。[14]

## 圖輯

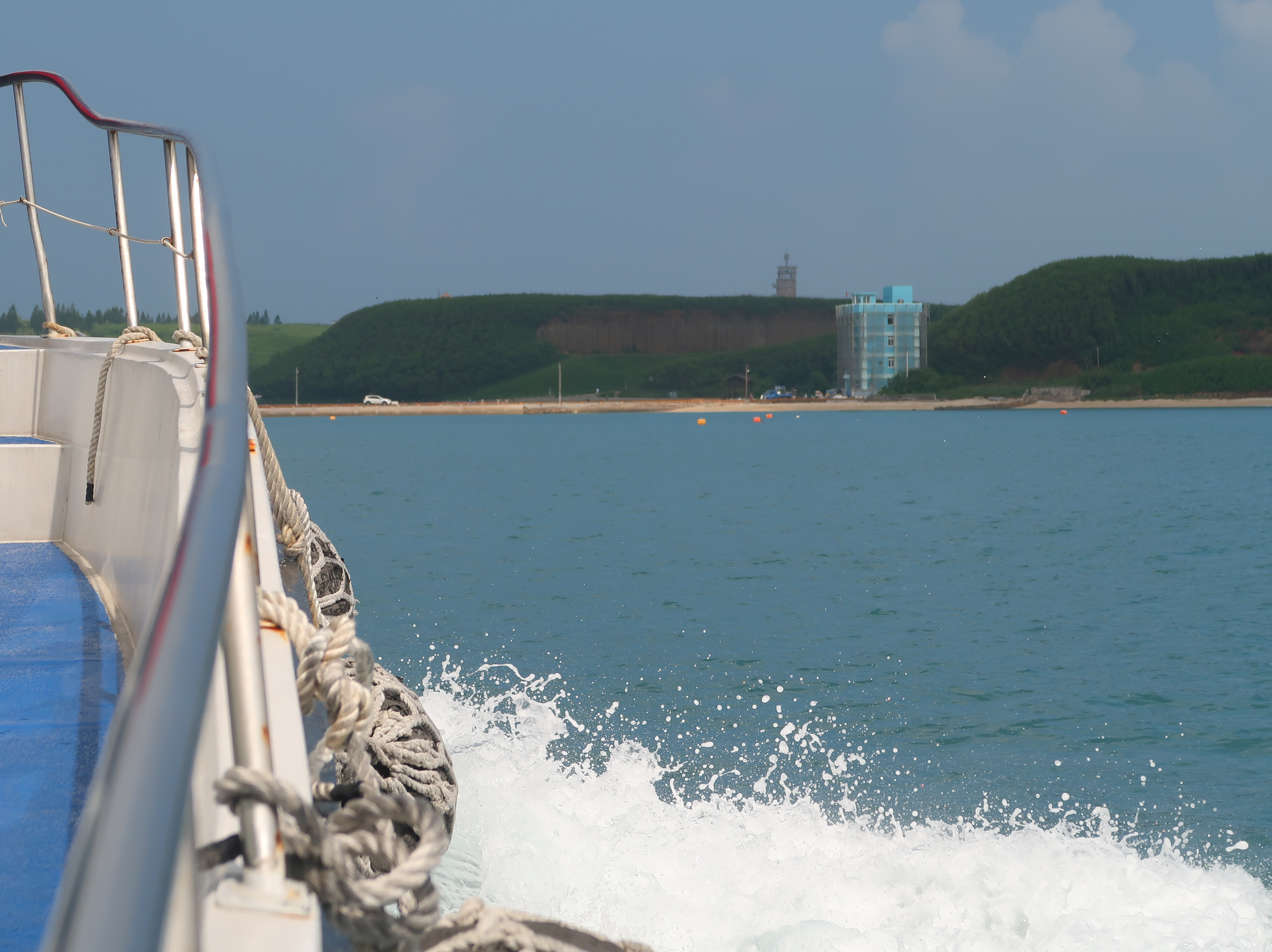
澎湖內海遠眺大菓葉
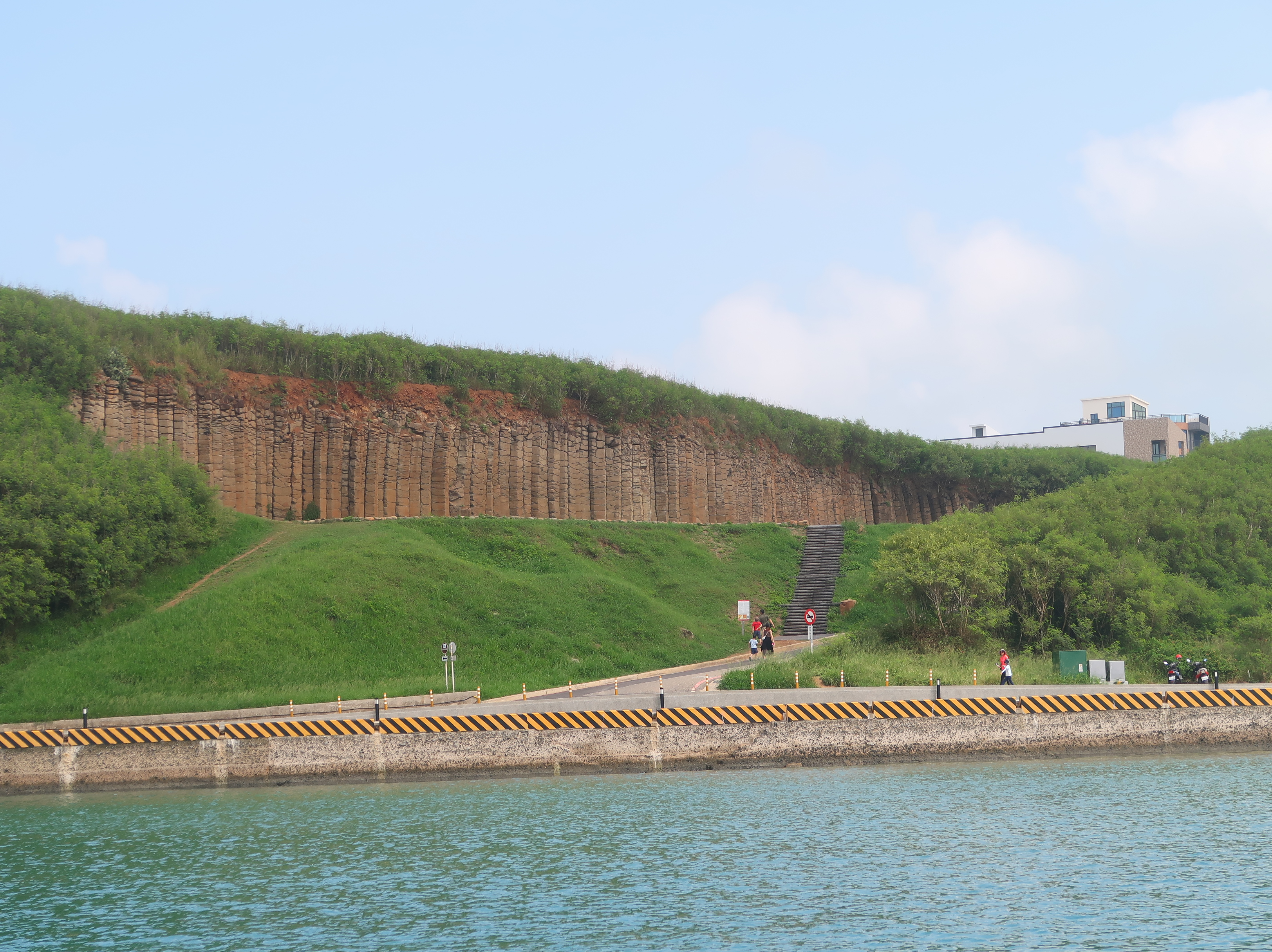
大菓葉玄武岩與海堤
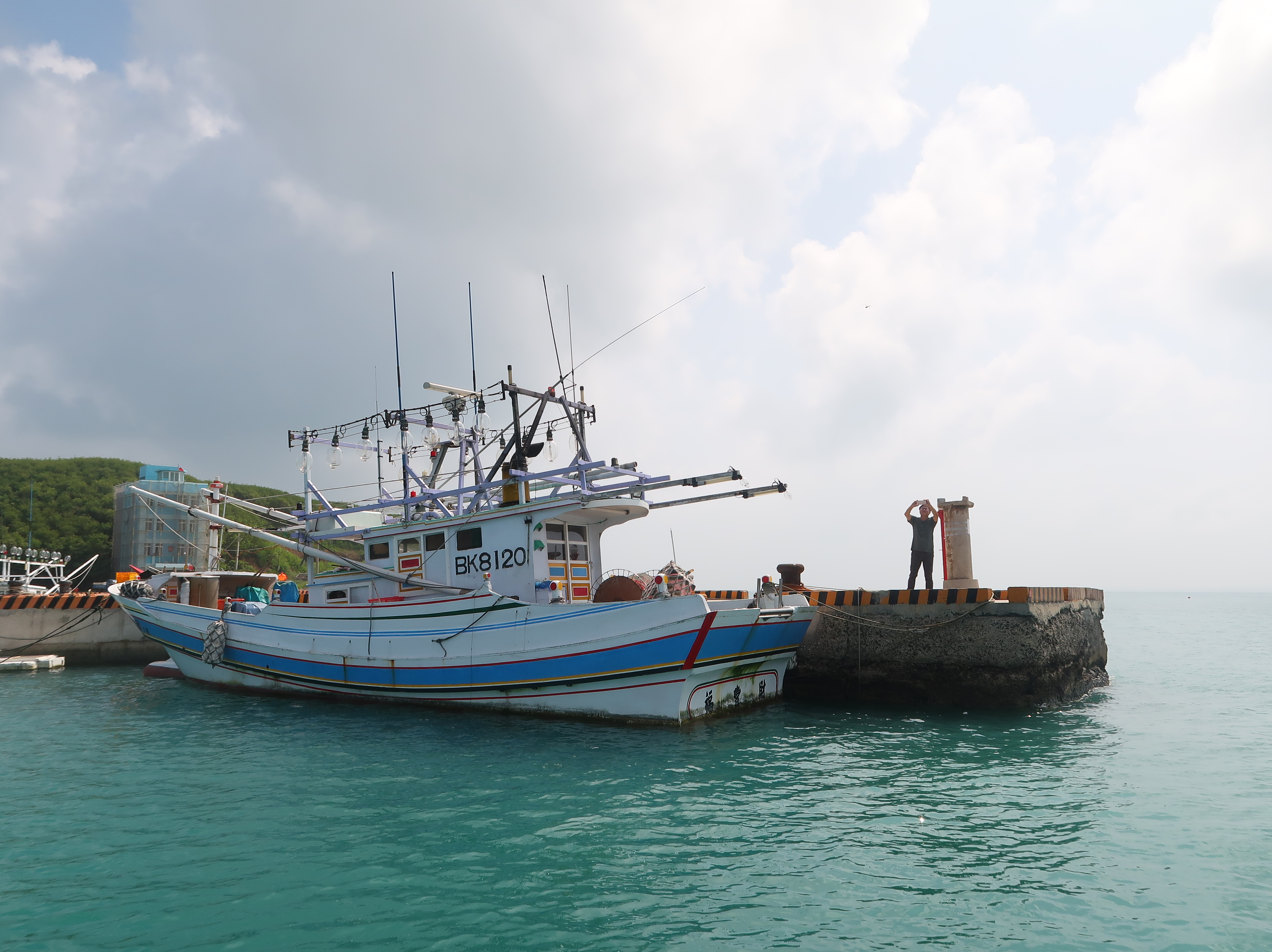
漁船與海堤
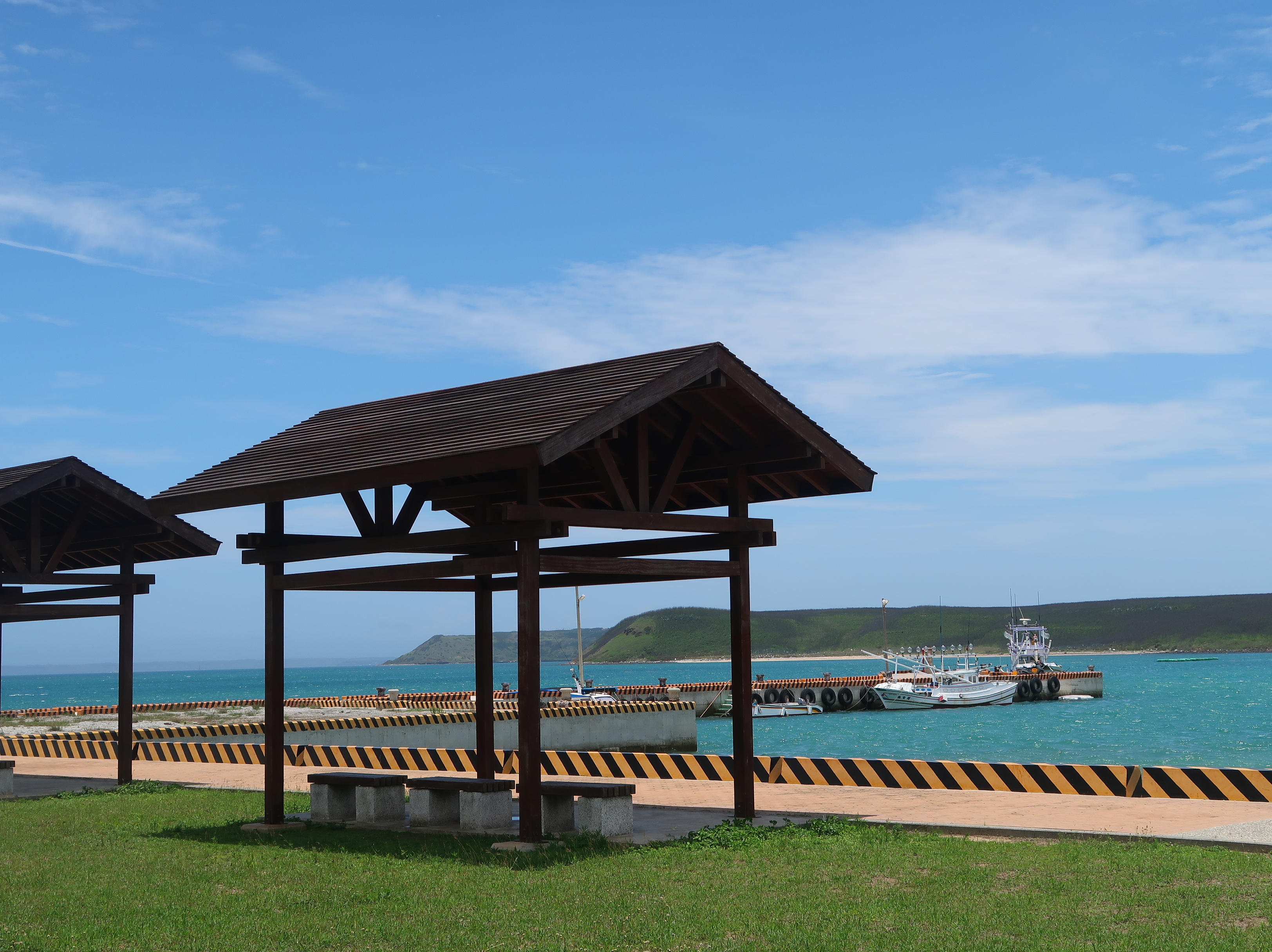
漁港涼亭
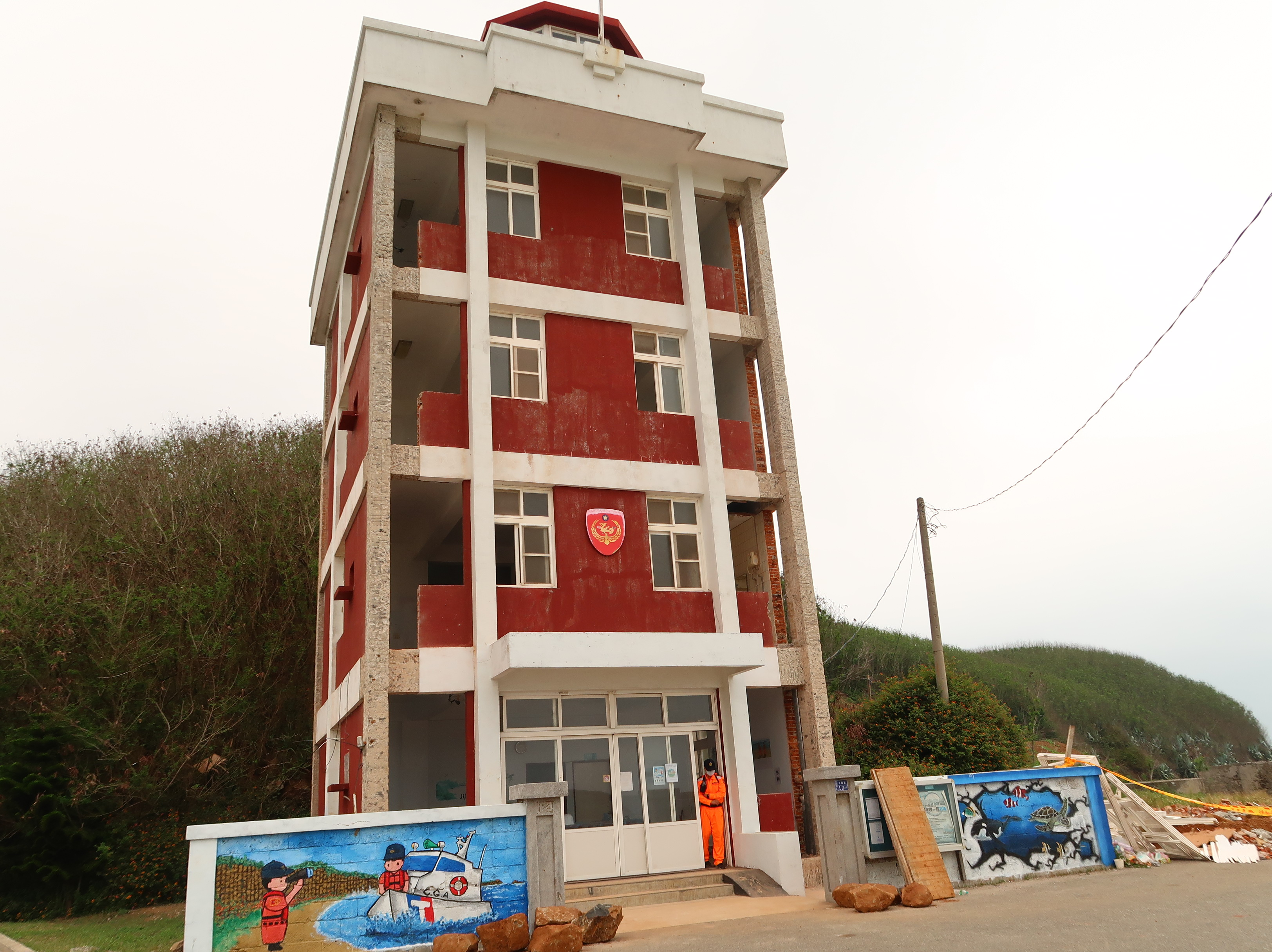
執檢所
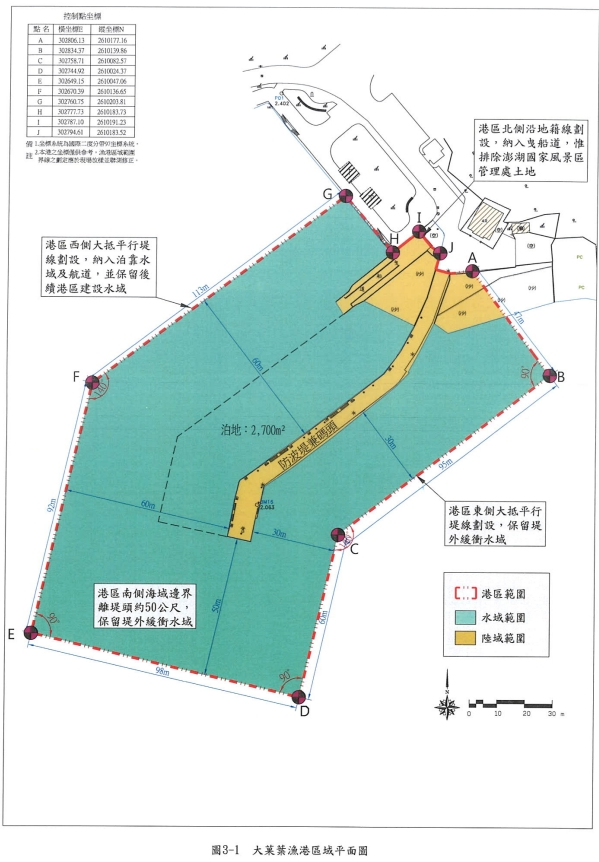
區域平面圖

## 外部連結
- 澎湖縣政府工務處港灣科－大果葉漁港 （页面存档备份，存于）
- 大果葉漁港安檢所 （页面存档备份，存于）